# Clara Tirado Museros
Clara de Asis Tirado Museros (Castelló de la Plana, 9 de maig de 1978) és una psicòloga i política valenciana, diputada a les Corts Valencianes en la VII, VIII i IX Legislatures.

## Carrera professional i política
Es llicencià en psicologia a la Universitat de València i ha treballat en el Servei d'Atenció de Toxicomanies i Alcoholisme (SATTA) de l'ajuntament de Borriana. Militant del PSPV-PSOE, fou membre de l'executiva dels Joves Socialistes del País Valencià a Castelló i membre de l'executiva del PSPV-PSOE a la Plana, regidora de l'ajuntament de Castelló de 2003 a 2007 i diputada a les Corts Valencianes des de les eleccions de 2007, 2011 i 2015.
Al juny del 2019 va assumir la Subsecretària de la Conselleria d'Hisenda i Model Econòmic, càrrec des d'on va aconseguir un estalvi molt considerable en impulsar el servei de Compres Públiques Centralitzades de la Generalitat.
Des del maig de 2021 ha ocupat la Prefectura de Gabinet de l'exconseller d'Hisenda, Vicent Soler. Des de maig de 2022 és directora general de Cooperació Internacional al Desenvolupament de la Conselleria de Participació, Transparència, Cooperació i Qualitat Democràtica de la Generalitat Valenciana.